# مای آیزاوا (بازیگر)
مای آیزاوا (انگلیسی: Mai Aizawa; August 21 – ) صداپیشه، و خواننده اهل ژاپن بود. وی از سال ۲۰۰۴ میلادی تاکنون مشغول فعالیت بوده‌است.